# Ischnoptera variegata
Ischnoptera variegata är en kackerlacksart som beskrevs av Rocha e Silva och Guilherme A.M.Lopes 1977. Ischnoptera variegata ingår i släktet Ischnoptera och familjen småkackerlackor. Inga underarter finns listade i Catalogue of Life.